# Cryptocellus becki
Espèce
Cryptocellus becki est une espèce de ricinules de la famille des Ricinoididae.

## Distribution
Cette espèce est endémique d'Amazonas au Brésil. Elle se rencontre vers Manaus.

## Description
Le mâle holotype mesure 5,08 mm et la femelle paratype 5,00 mm.

## Étymologie
Cette espèce est nommée en l'honneur de Ludwig Beck.

## Publication originale
- Platnick & Shadab, 1977 : On Amazonian Cryptocellus (Arachnida, Ricinulei). American Museum Novitates, no 2633, p. 1-17 (texte intégral).